# Shankar Mahadevan

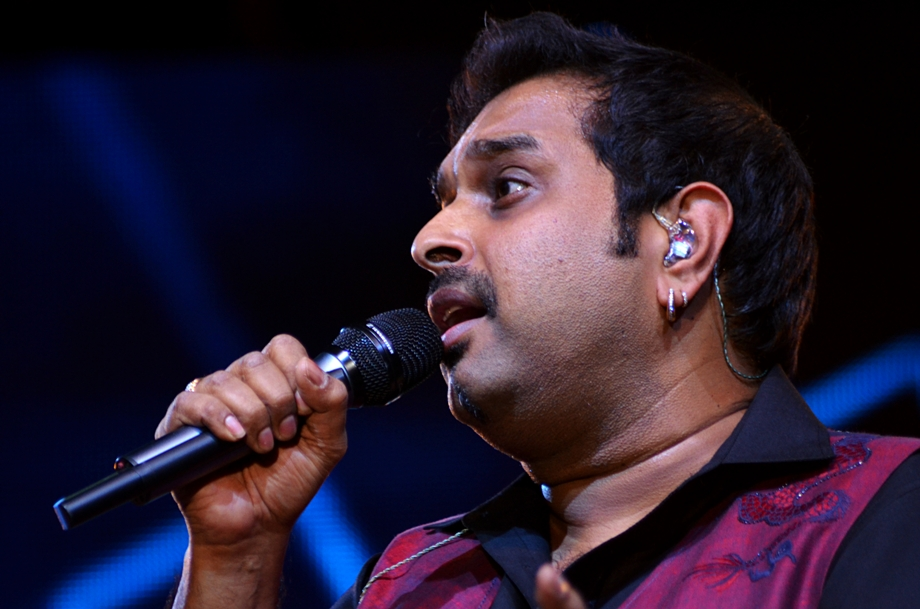
Shankar Mahadevan

Shankar Mahadevan (* 3. März 1967 in Mumbai) ist ein indischer Komponist, Sänger und Playbacksänger des Hindi-Films.

## Wirken
Als Filmkomponist ist er zusammen mit Ehsaan Noorani und Loy Mendonsa ein Mitglied des Komponistentrios Shankar–Ehsaan–Loy. Mit Sridhar Ranganathan gründete er 2010 die Online-Musikakademie Shankar Mahadevan Academy. Die beiden betreiben auch die Lernplattform CloodOn.
Vor allem durch den Titel Breathless auf dem gleichnamigen Indi-Pop-Album von 1998 wurde Shankar Mahadevan als Sänger bekannt. Das Lied besteht aus einem rund dreiminütigen schnellen Sprechgesang, der scheinbar keine Atempausen enthält; es wurde ein großer kommerzieller Erfolg und vielfach gecovert.
2023 ging Mahadevan mit der Band Shakti 50 international auf Tournee.

## Filmografie (Auswahl)
- 1995: Akele Hum Akele Tum
- 1997: Auzaar
- 1997: Pardes
- 1998: Dushman
- 1998: Und ganz plötzlich ist es Liebe … (Kuch Kuch Hota Hai)
- 2000: Kandukondain Kandukondain
- 2000: Raju Chacha
- 2001: Dil Chahta Hai
- 2003: Lebe und denke nicht an morgen (Kal Ho Naa Ho)
- 2004: Phir Milenge
- 2004: Mut zur Entscheidung – Lakshya (Lakshya)
- 2006: Don – Das Spiel beginnt (Don – The Chase Begins Again)
- 2006: Bis dass das Glück uns scheidet (Kabhi Alvida Naa Kehna)
- 2007: Taare Zameen Par – Ein Stern auf Erden (Taare Zameen Par)
- 2007: Heyy Babyy
- 2007: Minsara Kanavu
- 2007: Salaam-e-Ishq
- 2007: Jhoom Barabar Jhoom
- 2008: Thoda Pyaar Thoda Magic
- 2008: Bachna Ae Haseeno – Liebe auf Umwegen (Bachna Ae Haseeno)
- 2009: Luck by Chance – Liebe, Glück und andere Zufälle (Luck by Chance)
- 2010: We Are Family

## Auszeichnungen
- National Film Awards als beste Playbacksänger
  - 2000 für "Yenna Solla Pogirai" aus dem Film Kandukondain Kandukondain
  - 2007 für "Maa" aus dem Film Taare Zameen Par – Ein Stern auf Erden

- Bollywood Movie Awards als beste Playbacksänger
  - 2002 für "Dil Chahta Hai" aus dem Film Dil Chahta Hai
  - 2004 für "Pretty Woman" aus dem Film Lebe und denke nicht an morgen